# Grefuèlh
Grefuèlh (en francès Greffeil) és un municipi francès situat al departament de l'Aude i a la regió d'Occitània.